# اس‌دی

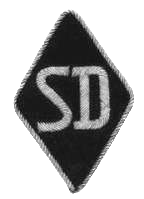
اس‌دی (دایره اطلاعاتی اس‌اس)

اس‌دی یا زیک‌ِهایتِسْدینْتْسْ (آلمانی: [ˈzɪçɐhaɪtsˌdiːnst] (), با عنوان کامل (به آلمانی: Sicherheitsdienst des Reichsführers-SS) دایره اطلاعاتی اس‌اس و حزب نازی بود. اولین نهاد اطلاعاتی حزب نازی آلمان بود که تشکیل شد و به نوعی خواهر سازمان گشتاپو محسوب می شد. زیرا که از ۱۹۳۴ به بعد به شدت به داخل اس اس نفوذ می شد بین سالهای ۱۹۳۳ تا ۱۹۳۹ اس دی به صورت اداره مستقلی از نهاد های اس اس فعالیت داشت و بعد از ان به اداره اصلی امنیت رایش یا آر‌اس‌اچ‌آ منتقل شد و تبدیل به یکی از هفت دپارتمان ان شد.
راینهارت هایدریش از عوامل اصلی هولوکاست و معروف به قصاب پراگ از ۱۹۳۲ اولین رئیس اس دی بود.